# 云贵腺药珍珠菜
云贵腺药珍珠菜（学名：Lysimachia stenosepala var. flavescens）是报春花科珍珠菜属腺药珍珠菜的变种。分布于中国大陆的贵州、云南、四川等地，生长于海拔1,100米至1,900米的地区，多生长在溪边湿地和山坡灌丛中，目前尚未由人工引种栽培。